# غوردون بيتر كامبل
غوردون بيتر كامبل (بالإنجليزية: Gordon Peter Campbell)‏ هو محامي وسياسي كندي، ولد في 3 أكتوبر 1898، وتوفي في 16 يناير 1964. نشط حزبياً في الحزب الليبرالي الكندي. وقد انتخب عضو مجلس الشيوخ الكندي.